# Різдвяна битва на Січі (1674)
Битва на Січі — битва між козаками та османськими яничарами, що сталася 19 грудня 1674 року.

## Історія
15 тисяч османських яничарів та 40 тисяч татар підійшли до Чортомлицької Січі. Знявши охорону, на Січ тихо увійшло 15 тисяч яничарів. Розрахунок був на те, що запорожці будуть сп'янілими, наляканими і не зможуть чинити опір.
Але виявивши супротивника у Січі запорожці відкрили вогонь зі своїх куренів і перебили майже всіх ворогів.
|   | Коли ж і самі побачили повну Січ своїх ворогів-турків, то відразу тихо побудили все товариство свого куреня, якого було три з половиною сотні, й ознайомили їм про біду, що їх чекала. Вони хутенько повставали, тихо повбиралися й озброїлися, а під проводом свого курінного отамана учинили такий лад, що біля кожного вікна поставили по кількадесят чоловік найкращих стрільців, щоб ті безперервно стріляли, а інші щоб заряджали мушкети. Отак тихо поладнавшись і помолившись Господові Богу, відразу порозчиняли вони всі вікна й віконниці та й почали густо й безперервно стріляти в тісняву яничарів, сильно їх б'ючи. Почули це і з інших куренів, та й, побачивши увіч тих-таки своїх ворогів, одразу запалили зусібіч і з усіх курінних вікон по січових вулицях і завулках вельми густий та безперервний мушкетний вогонь і, наче беззагасною блискавкою, просвітили в своїй Січі темну тодішню ніч; вони так тяжко разили турків, що від одного пострілу падало їх два чи три. Яничари ж через свою тісняву не могли просто наставити до курінних вікон свою зброю, вони стріляли в повітря і, кидаючись поміж себе, наче козли, падали на землю, часто-густо биті, і топились у своїй власній крові. |
| — | |

## Результат
В результаті битви загинуло 13 тисяч яничарів і 50 козаків.
150 яничарів було взято в полон. Також загинуло багато татар, але точна кількість невідома.
Два дні козаки вичищали Січ від трупів, яких спускали в дніпрові ополонки.